# Enskältjärnen
Enskältjärnen är en sjö i Härjedalens kommun i Härjedalen och ingår i Ljusnans huvudavrinningsområde. Sjön har en area på 0,0596 kvadratkilometer och ligger 623 meter över havet.

## Delavrinningsområde
Enskältjärnen ingår i det delavrinningsområde (691303-142009) som SMHI kallar för Ovan 691577-142389. Medelhöjden är 634 meter över havet och ytan är 34,2 kvadratkilometer. Det finns inga avrinningsområden uppströms utan avrinningsområdet är högsta punkten. Enskälan som avvattnar avrinningsområdet har biflödesordning 3, vilket innebär att vattnet flödar genom totalt 3 vattendrag innan det når havet efter 261 kilometer. Avrinningsområdet består mestadels av skog (34 procent) och sankmarker (64 procent). Avrinningsområdet har 0,06 kvadratkilometer vattenytor vilket ger det en sjöprocent på 0,2 procent.